# Gustav Bissinger (Gymnasialprofessor)
Max Gustav Albert Bissinger (* 10. Mai 1825 in Schottenstein, Landgericht Seßlach; † 14. September 1898 in Erlangen) war ein deutscher Gymnasialprofessor und Ehrenbürger von Erlangen.

## Leben
Gustav Bissinger wurde als Sohn des evangelischen Pfarrers Johann Ulrich Bissinger (* 6. März 1795) geboren. Er studierte an der Universität Erlangen von 1843 bis 1847 evangelische Theologie sowie Altphilologie.
Unmittelbar nach seinem Studium unterrichtete er am Gymnasium Christian-Ernestinum in Bayreuth. Dann wechselte er an die humanistischen Gymnasien in damals bayerische Zweibrücken und ins oberfränkische Hof. Ab 1864 bis 1895 unterrichtete er in Erlangen am Gymnasium Fridericianum.
Politisch engagierte sich Bissinger in Erlangen von 1873 bis 1898 als Mitglied des Kollegiums der Gemeindebevollmächtigten, dabei ab 1881 als dessen erster Vorstand. Im bürgerlichen Ehrenamt setzte er sich im Komitee des Rettungshauses Puckenhof, in der christlich-wohltätigen Armenpflege, im Kirchenvorstand der Neustädter Kirche in Erlangen und in verschiedenen weiteren Vereinen ein.

## Auszeichnungen
Für sein politisches und ehrenamtliches Engagement ernannte ihn der Magistrat der Stadt Erlangen am 15. Januar 1895 zum Ehrenbürger. Am 24. September 1952 ehrte ihn die Stadt auf Vorschlag von Oberbürgermeister Michael Poeschke mit der Benennung einer Straße. Die Bissingerstraße liegt im Süden der Stadt und wurde als eine von acht Straßen zur Erschließung des Neubaugebiets der Siemens-Schuckert-Werkssiedlung angelegt.